# 乌克兰第115机械化旅
乌克兰第115机械化旅（乌克兰语：115 отдельная механизированная бригада，缩写：115 ОМехБр）是乌克兰在俄乌战争开始后于2022年3月组建的地面机械化部队，代号军事单位A4053。

## 历史[1]
该旅最初人员编制2000人，装备了乌克兰库存的BPM-2步兵战车，后续还得到了援助的M113装甲车。到2022年夏天，第115旅已在乌克兰东部前线。7 月 16 日，克里姆林宫声称俄罗斯空军对第 115 旅在西维尔斯克外的阵地进行了一系列空袭，克里姆林宫发言人伊戈尔·科纳申科夫中将表示：“仅过去两天，该部队的人员损失就超过 600 人。”几个月后，该旅在北顿涅茨克-利西昌斯克战役中发挥了主导作用，尽管存在争议。战略与国际研究中心指出，该旅和邻近部队“在针对俄罗斯驻军的联合作战行动中表现出色” 。

## 组织结构[5]
于 2022 年 3 月初在切尔卡瑟地区的 Blagodatnoye 村创建，组织结构如下：
- 旅指挥部
- 第1机械化营
- 第2机械化营
- 第3机械化营
- 坦克营
- 反坦克导弹炮兵连
- 高射炮连
- 反坦克炮兵连
- 炮兵师
- 狙击排
- 侦察连
- 第37预备连
- 工兵营
- 后勤连
- 信号连
- 维修营
- 雷达连
- 医疗连
- 防化连

## 参与战斗

### 俄乌战争
- 2022年10月至2023年5月期间，该部队的军事人员参加了巴赫穆特战役。
- 2024年4月，俄军宣称在阿夫季夫卡方向新沃卡利诺沃定居点地区乌克兰武装部队第24和第115机械化旅的人力和装备。[6]